# Baja Cerdaña
La Baja Cerdaña (oficialmente en catalán, La Cerdanya) es una comarca española, situada en las provincias de Gerona y Lérida, Cataluña.
Limita al norte con Andorra y la comarca histórica de la Alta Cerdaña (Francia), al este con el Ripollés, al sur con el Bergadá y al oeste con el Alto Urgel. Forma junto a la Alta Cerdaña el territorio histórico del Condado de Cerdaña y cultural de la Cerdaña, dividido a favor de Francia como consecuencia del Tratado de los Pirineos de 1659. La localidad de Puigcerdá es la capital de la comarca.
La práctica totalidad de las iglesias de la zona están construidas según los cánones del arte románico.

## Demografía
La densidad de población abarca desde Maranges (con apenas 2 hab/km²) hasta localidades con una densidad muy superior, como Puigcerdá, Llivia, Alp o Bolvir.
Históricamente, por la seguridad que ofrecía la región montañosa en la Alta Edad Media, fue una comarca muy poblada. Desde el siglo XIII se inició un retroceso demográfico, debido principalmente a los conflictos derivados de la Cruzada albigense. En el siglo XIV, Puigcerdá era el principal mercado del Pirineo y se encontraba entre las siete poblaciones catalanas con más población. En la comarca continuó el retroceso por las guerras del siglo XVII y la división del territorio por el tratado de los Pirineos. A finales del siglo XVIII hubo un incremento de población hasta mediados del siglo XIX. Desde los años sesenta del siglo XX ha ido creciendo el número de pobladores de la comarca.

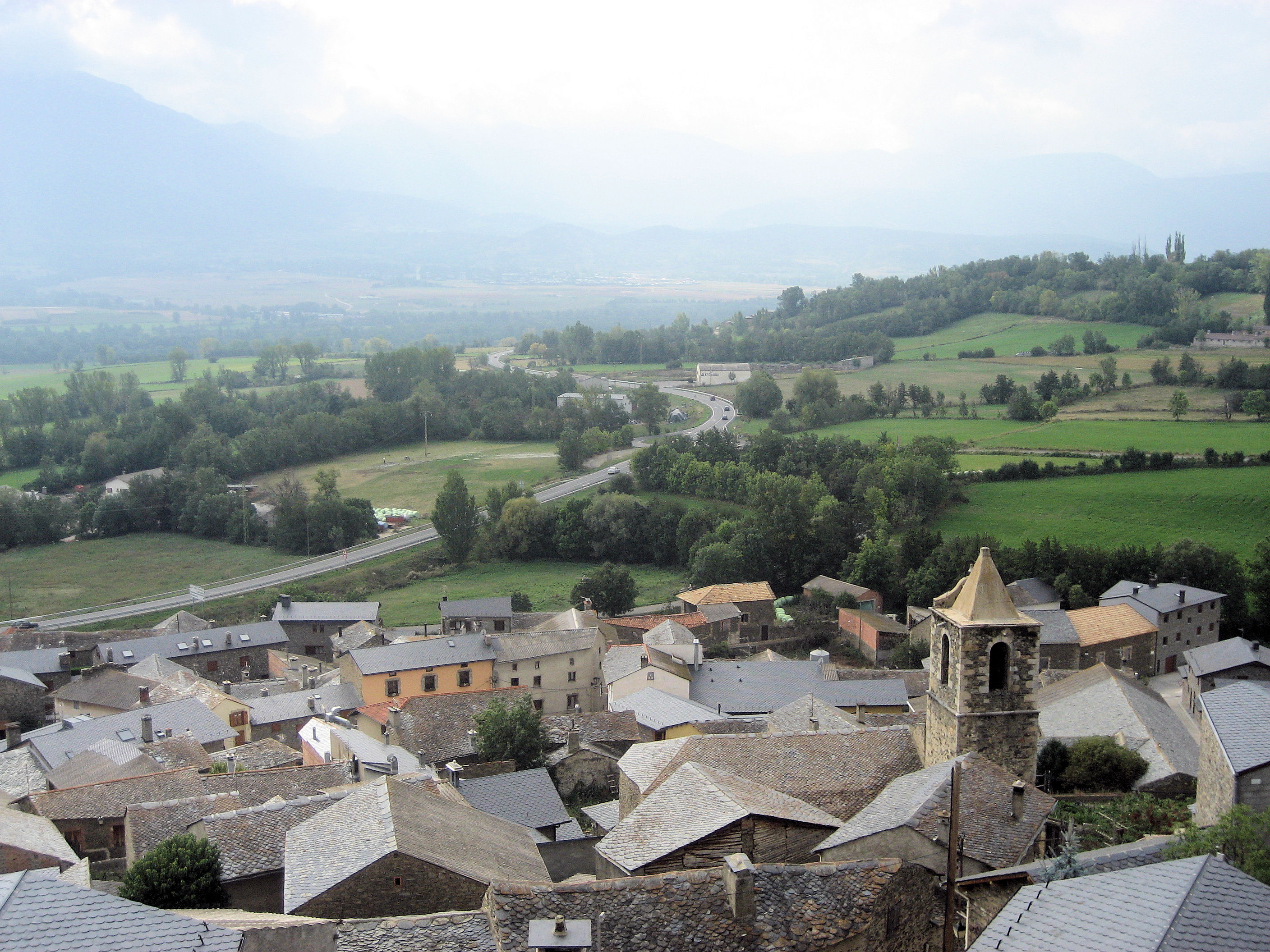
Vista del municipio de Ger, en la provincia de Gerona.

| Municipio                                     | Habitantes | Municipio                                | Habitantes |
| --------------------------------------------- | ---------- | ---------------------------------------- | ---------- |
| Alp                                           | 1315       | Bellver de Cerdaña (Bellver de Cerdanya) | 1738       |
| Bolvir                                        | 276        | Das                                      | 165        |
| Fontanáls de Cerdanya (Fontanals de Cerdanya) | 428        | Ger                                      | 409        |
| Guils de Cerdaña (Guils de Cerdanya)          | 368        | Isóbol (Isòvol)                          | 202        |
| Lles (Lles de Cerdanya)                       | 246        | Llivia (Llívia)                          | 1536       |
| Maranges (Meranges)                           | 85         | Montellá Martinet (Montellà i Martinet)  | 535        |
| Prats y Sampsor (Prats i Sansor)              | 217        | Prulláns (Prullans)                      | 233        |
| Puigcerdá (Puigcerdà)                         | 8370       | Ríu (Riu de Cerdanya)                    | 99         |
| Urús                                          | 206        |                                          |            |

## Geografía

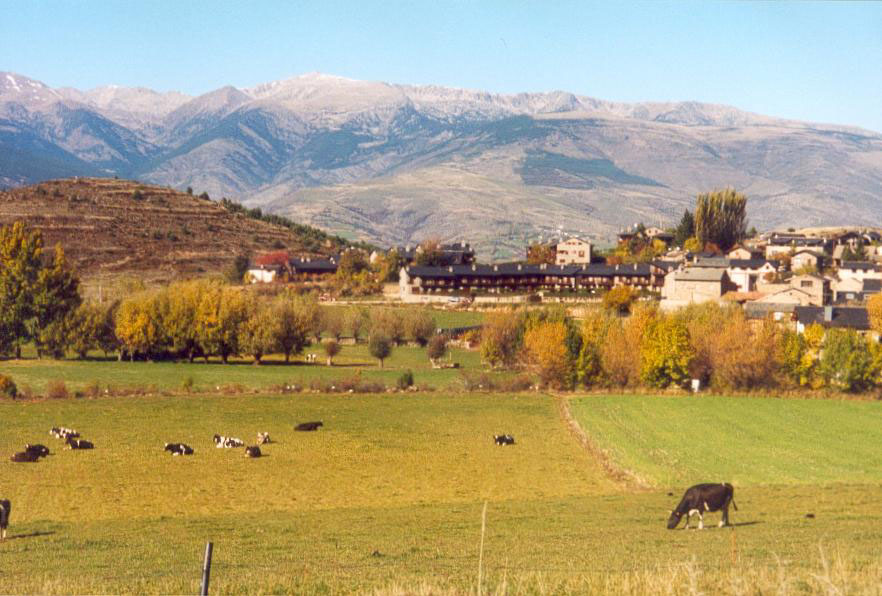
Vista de Urús.

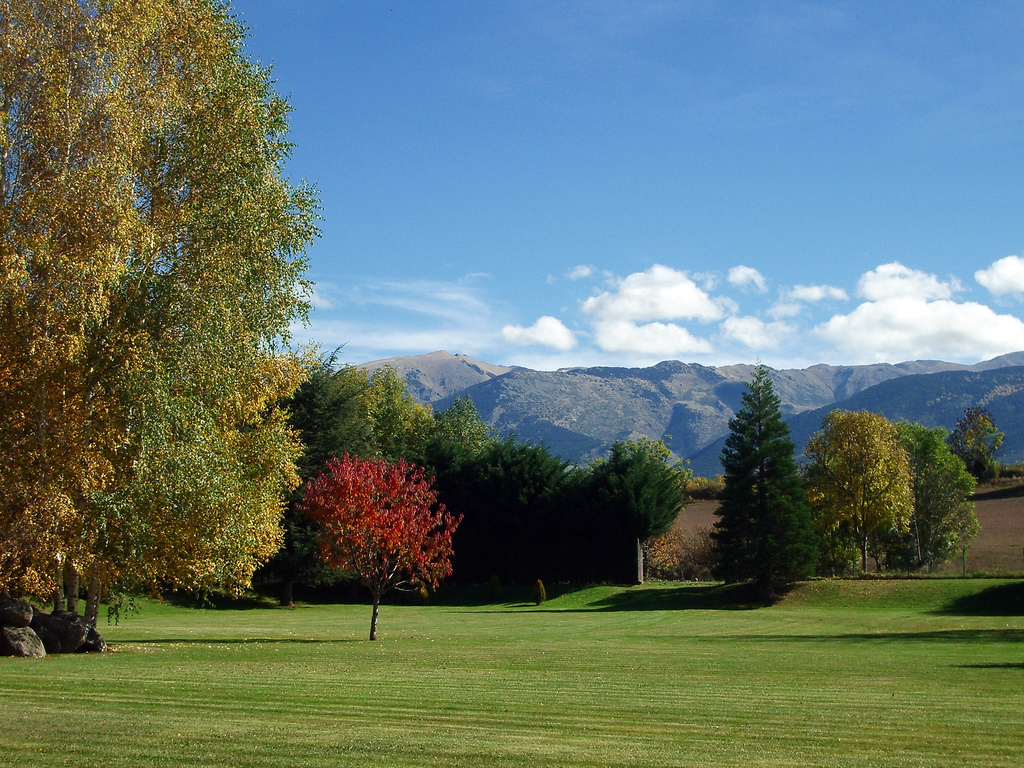
Vista del campo de Llivia.

Geomorfológicamente, la comarca está vertebrada por el río Segre, que la recorre de este a oeste. Al sur se encuentran las sierras del Cadí y del Moixeró, mientras que al norte los relieves de la Tossa Plana de Lles y el Puigpedrós la separan de Andorra. El límite septentrional, en pleno Pirineo, es una auténtica barrera montañosa, orientada de oeste a este, con cimas y sierras a más de 2000 metros sobre el nivel del mar. En la separación entre el Bergadá y la Baja Cerdaña se encuentra la sierra prepirinenca del Cadí y Moixeró, con rocas sedimentarias como calcáreas y conglomerados. La cima más elevada de esta sierra es la Roca Punxenta o Pic de Costa Cabirolera de 2605 m. Rocas metamórficas como la pizarra y el gneis se encuentran en sus macizos montañosos. El granito es la roca magmática que configura las montañas del norte de la Cerdaña como el Puig Pedrós, situada en el municipio de Maranges, de 2911 metros de altitud. Cerca de la localidad de All se encuentran las formaciones geológicas de las Guilleteres, restos de unas antiguas terrazas fluviales, erosionadas por las aguas pluviales. Durante el Mioceno se formó un gran lago en la depresión de origen tectónico situada en la zona axial pirenaica, que al desecarse dio lugar a una llanura rodeada de montañas y quedó formada por terrenos parcialmente terciarios, pero sobre todo cuaternarios, con arcilla, arena y lignito.
El lago de Malniu se encuentra a 2250 m de altitud y también en la misma zona está el lago de Guils. Los lagos dels Engorgs a 2500 m de altitud dan origen al río Duran en el valle de Maranges. Los lagos de Setut se encuentran entre la Tossa Plana de Lles y el Pico del Sirvent. Se puede llegar a los lagos de la Pera desde Aransá (Lles) y están situados a 2325 m de altitud.
La plana, como se la denomina comúnmente, o llanura, es de unos 35 km de largo por 9 de ancho y con una altitud de 1000/1300 m s. n. m. Es atravesada de este a oeste por el río Segre. De las montañas del norte bajan los ríos Aravó, Duran y de la Llosa, y del sur los ríos Ribera de Er, la riera de Alp, Ingla y los torrentes de Pi y Ridolaina.

## Clima

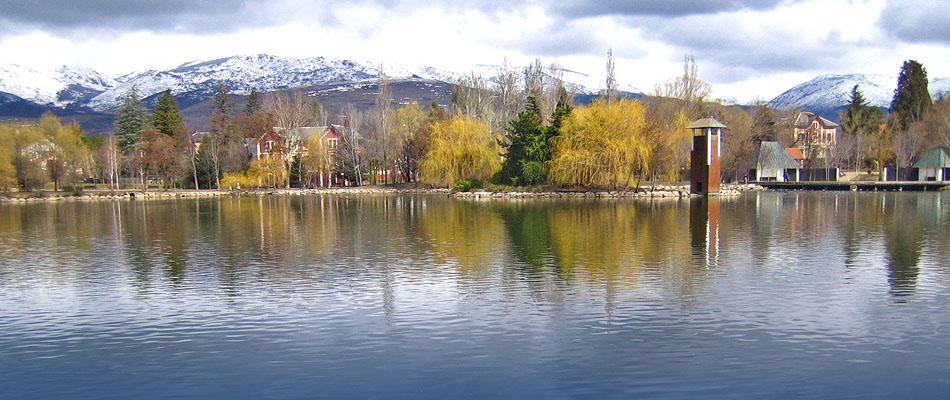
Lago de Puigcerdá, capital de la comarca de la Baja Cerdaña.

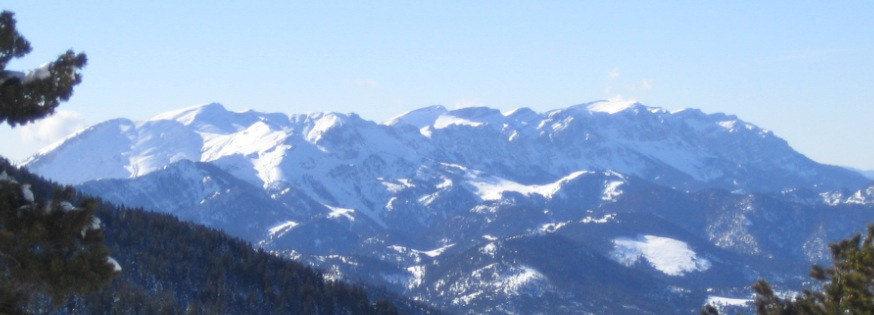
Vista de la sierra del Cadí desde el lado ceretano.

La orientación del valle de la comarca de este a oeste, inusual en la hidrología pirenaica, la amplitud de la cabecera fluvial y la altitud de las montañas que rozan una cota de 3000 metros en algún caso, la dotan de un microclima específico con menos humedad de la que es habitual en los valles de la cordillera de los Pirineos y mucho más soleada.
Las lluvias y la nieve dan a Puigcerdá unos 850 mm³ anuales de precipitaciones con un mínimo en el invierno y un máximo en el mes de julio. Se encuentran tres tipos de climas: el alpino desde los 2400 m altitud, el subalpino en las umbrías (1600–2300 m) y el mediterráneo de la montaña en la llanura. Las temperaturas son frías y rigurosas en el invierno (-1 °C - +1 °C en el valle), pero con muchas horas de sol que las aumentan en el verano (17-19 °C en el valle y de hasta 6-8 °C en las cumbres más elevadas). Las horas de insolación en la umbría son mínimas, mientras en la solana las cifras son consideradas como las más elevadas de Europa.
Una característica particular es que por su baja humedad y por estar el mar Mediterráneo a menos de cien kilómetros de distancia, tiene una gran luminosidad. En las noches se pueden observar a simple vista estrellas de magnitud 7,8 e incluso 9.
Se pueden destacar los siguientes datos históricos de anomalías climatológicas y sísmicas:
- Un fuerte terremoto el 2 de febrero de 1428 afectó gravemente la Cerdaña, causando una gran destrucción en Puigcerdá.
- Las fuertes precipitaciones producidas en el año 1982 provocaron graves inundaciones. Afectaron principalmente la zona de Montellà i Martinet y Bellver de Cerdaña. En La Molina se registraron seiscientos litros por metro cuadrado.[6]

## Flora y fauna
La Baja Cerdaña es una zona que presenta una gran variedad natural y se pueden encontrar en la llanura del valle del Segre conviviendo con los prados rurales, desde especies típicas de la fauna ártica hasta las propias de zonas áridas. Conforme se penetra en los valles laterales (la Llosa, la Ingla, Maranges,...), los prados empiezan a dejar paso a bosques de pinos rojos y robles que son sustituidos por abetos a medida que se eleva el terreno; también la fauna es la adaptada al frío y la nieve. Pasados los 2000 metros de altitud, la presencia de los árboles es escasa o nula, aunque se puede encontrar plantas propiamente alpinas.
Así, consta de vegetación de robledal submediterránea (Quercus pubescens) y bojedal (Buxus sempervirens), con el pino (Pinus sylvestris) y el avellano (Corylus avellana) en la zona baja. En las partes altas de la zona del Cadí, se encuentran el pino negro (Pinus uncinata), el abeto (Abies alba) y el abedul (Betula pendula) con los matorrales de retama (Calicotome spinosa), gayuba (Arctostaphylos uva-ursi), enebro (Juniperus communis), rododendro (Rhododendron ferrugineum), retama de olor (Spartium junceum) y la genciana (Gentiana lutea). Los bosques de ribera están formados por alisos (Alnus glutinosa), que pueden llegar a medir veinte metros de altura, el fresno de hoja grande (Fraxinus excelsior), el sauce blanco (Salix alba) y el chopo (Populus nigra).

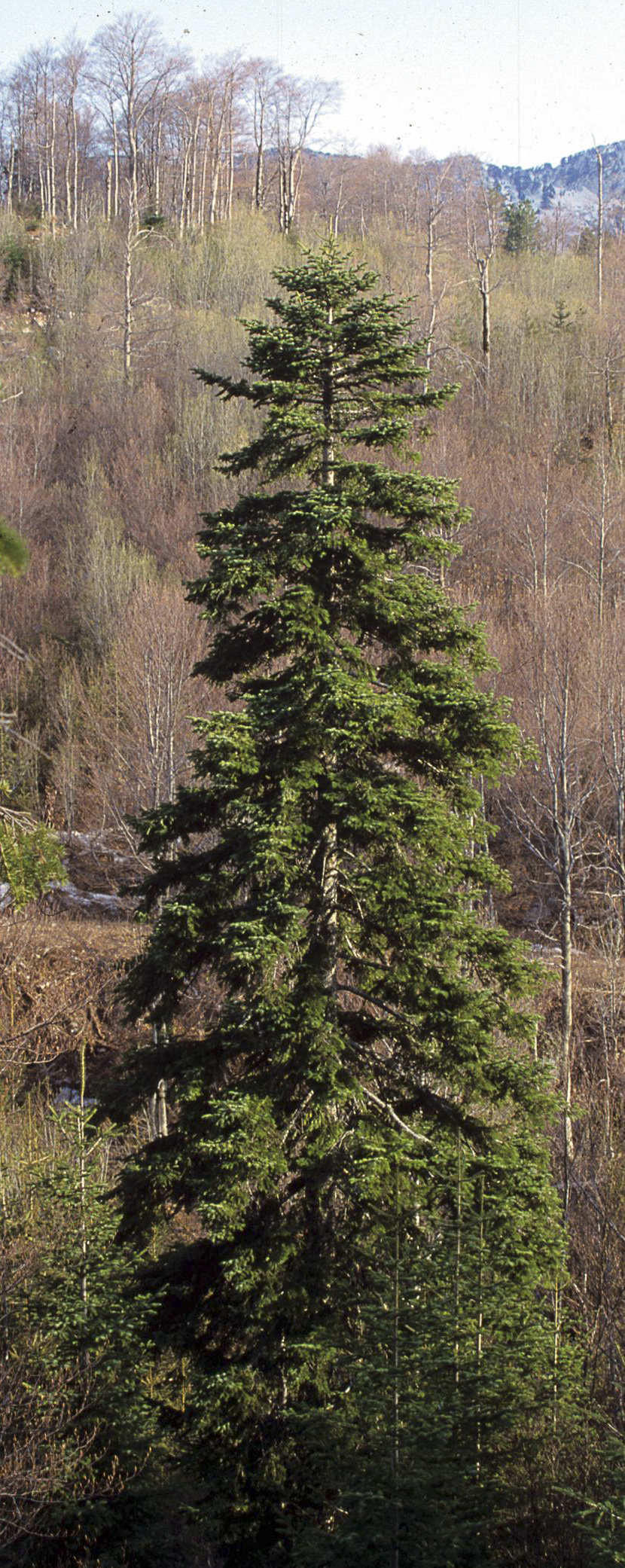
Abeto
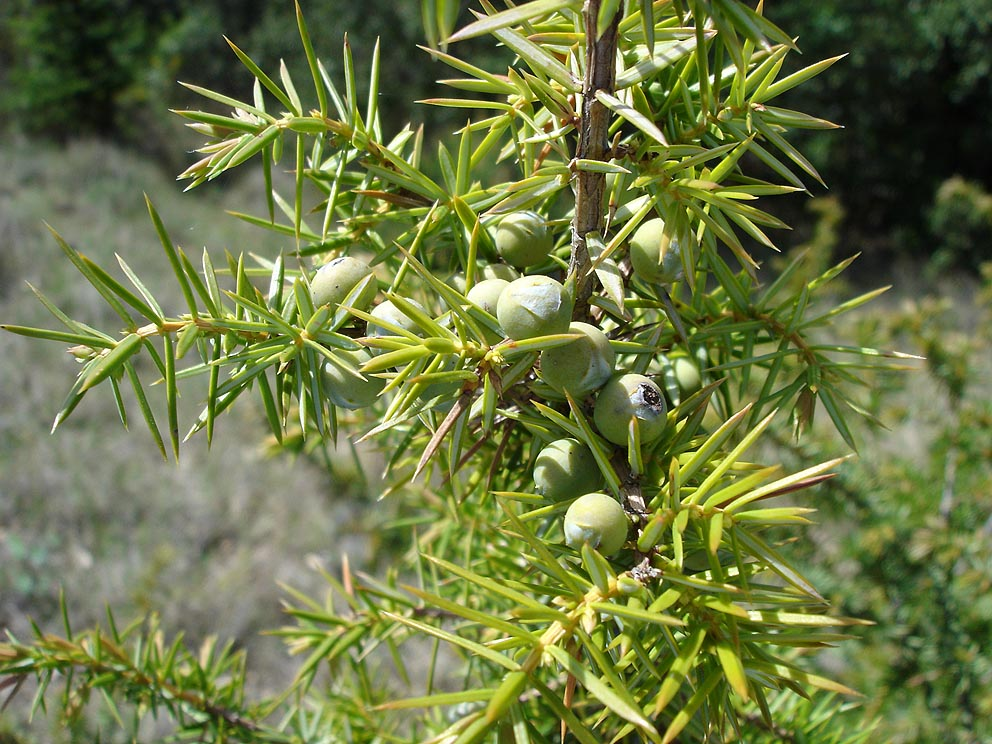
Enebro
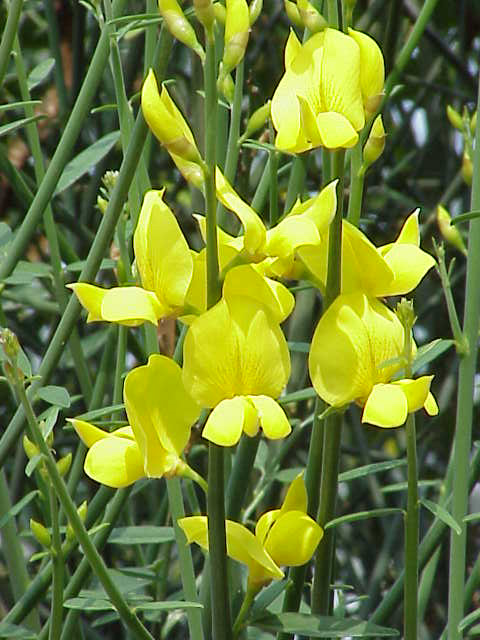
Retama de olor
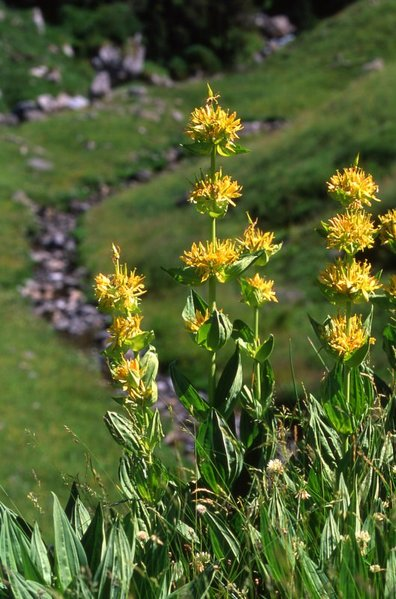
Genciana

En la llanura de Alp, los prados de siega, que periódicamente son segados, hacen que crezcan las gramíneas del tipo de la avena (Trisetum), la asterácea, el narciso (Narcissus poeticus), la hierba de san Roberto Geranium robertianum), la bistorta (Polygonum bistorta), el azafrán borde (Crocus nudiflorus), el nomeolvides (Myosotis sylvatica), las prímulas (Primula veris), el acónito azul (Aconitum napellus) y las orquídeas.
Las hierbas medicinales de esta comarca siempre han gozado de gran fama; ya en el año 1415 se fundó la farmacia Esteve de Llivia que estuvo funcionando hasta 1942. En Puigcerdá, la farmacia Martí también tuvo un gran renombre internacional.
La Cerdaña tiene una gran variedad de setas comestibles como níscalos, hongos blancos, rebozuelo, colmenillas. También se pueden encontrar fresas silvestres, frambuesas o arándanos.

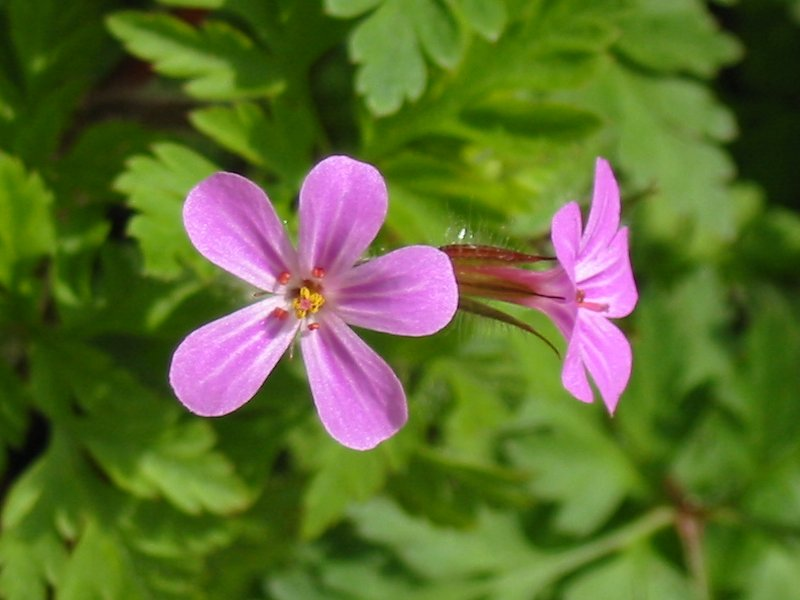
Hierba de San Roberto
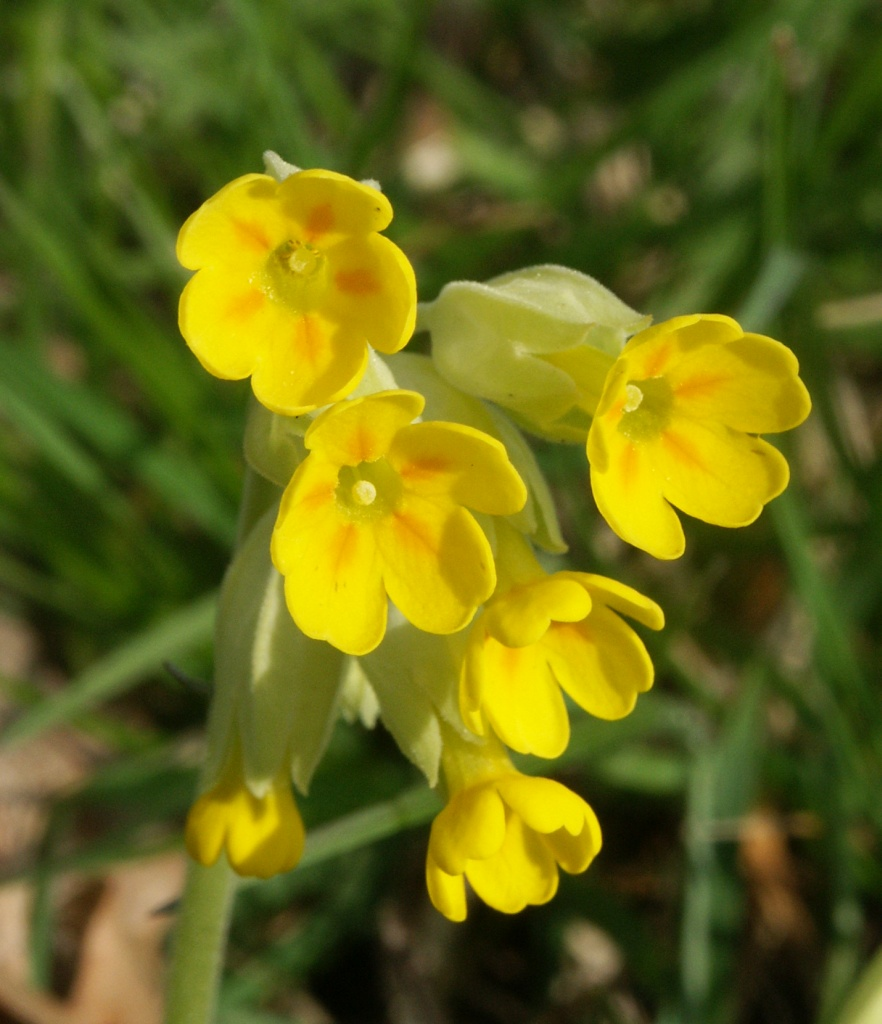
Prímula
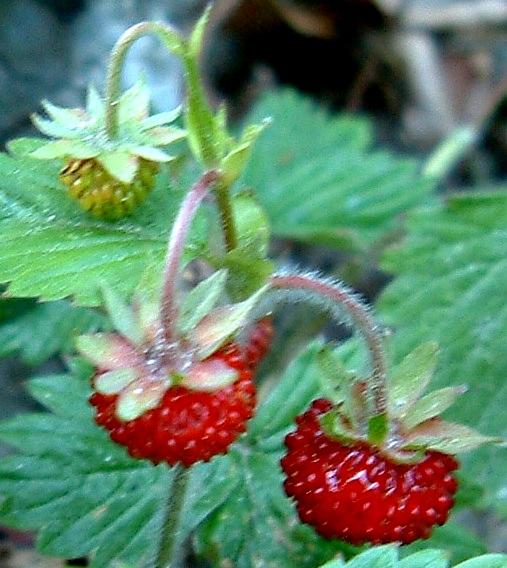
Fresas silvestres
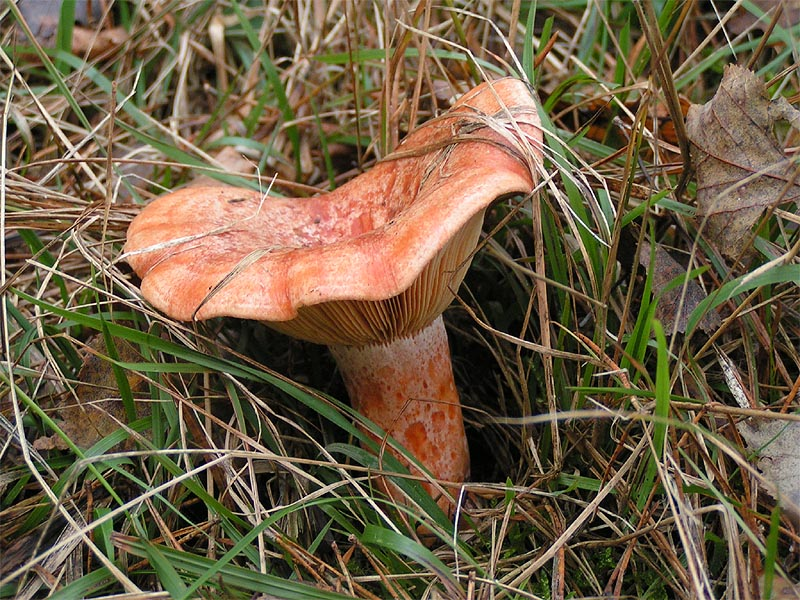
Níscalo

La fauna es la típica de los Pirineos, protegida por las reservas naturales y el Parque natural del Cadí-Moixeró. Consta de rebecos, corzos, ciervos, quebrantahuesos y aves depredadoras; hay una superpoblación de jabalíes, perdices nivales (por encima de los 2000 m) y ginetas, por el contrario, sólo algunos ejemplares de lince, perdiz blanca (sobre los 2000 m) y gineta.
Hasta mediados del siglo XX se conoce la presencia de linces, aunque no está confirmado si se trataba de linces ibéricos o de linces comunes; en las últimas décadas se han detectado indicios de la presencia nuevamente de esta especie y se ha planteado la posibilidad de hacer una reintroducción del lince común. Más segura es, sin embargo, la presencia de algunos ejemplares de lobo.

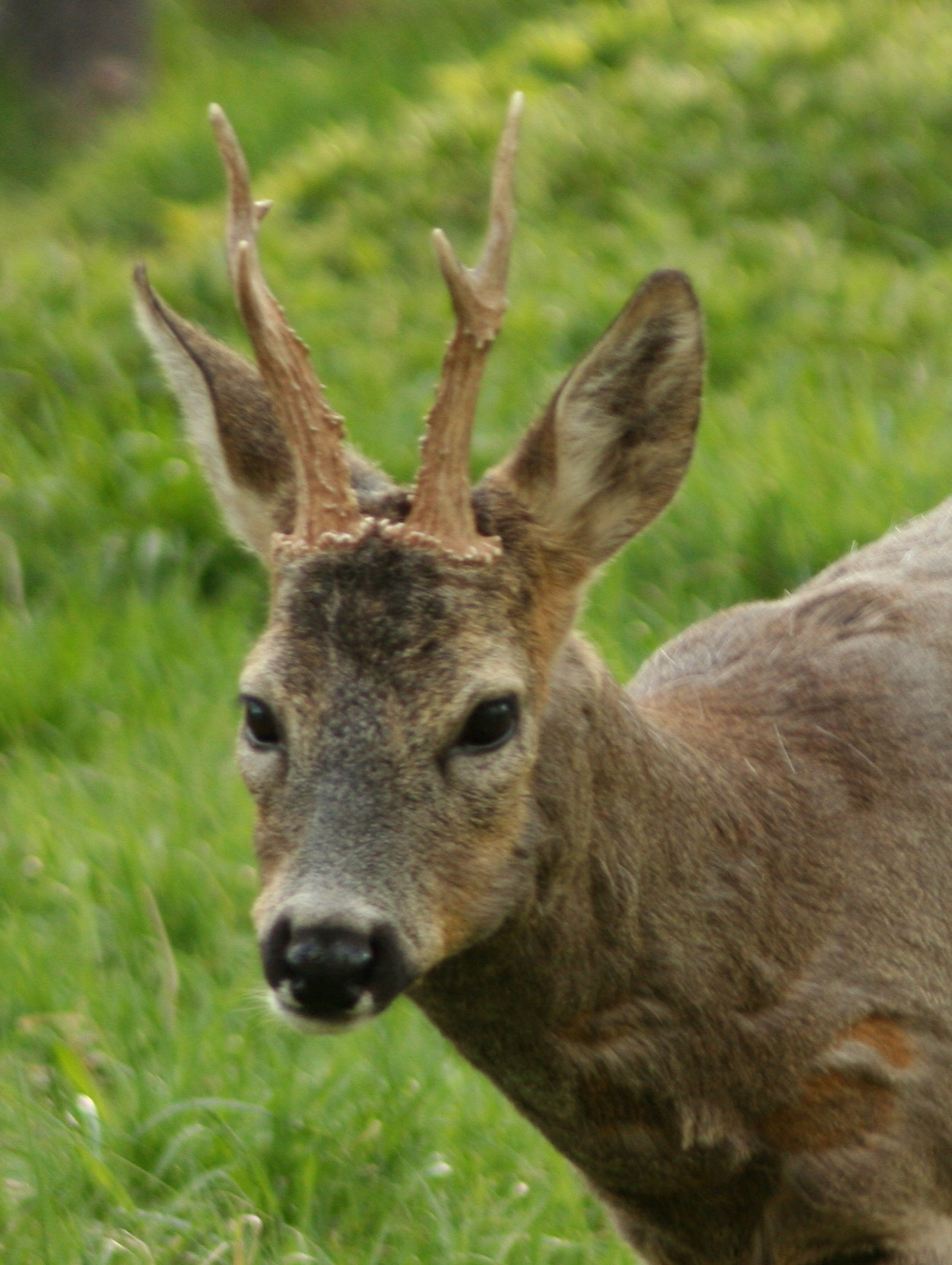
Corzo
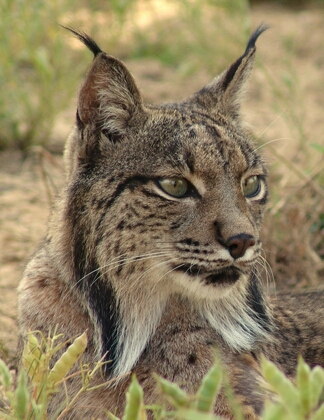
Lince
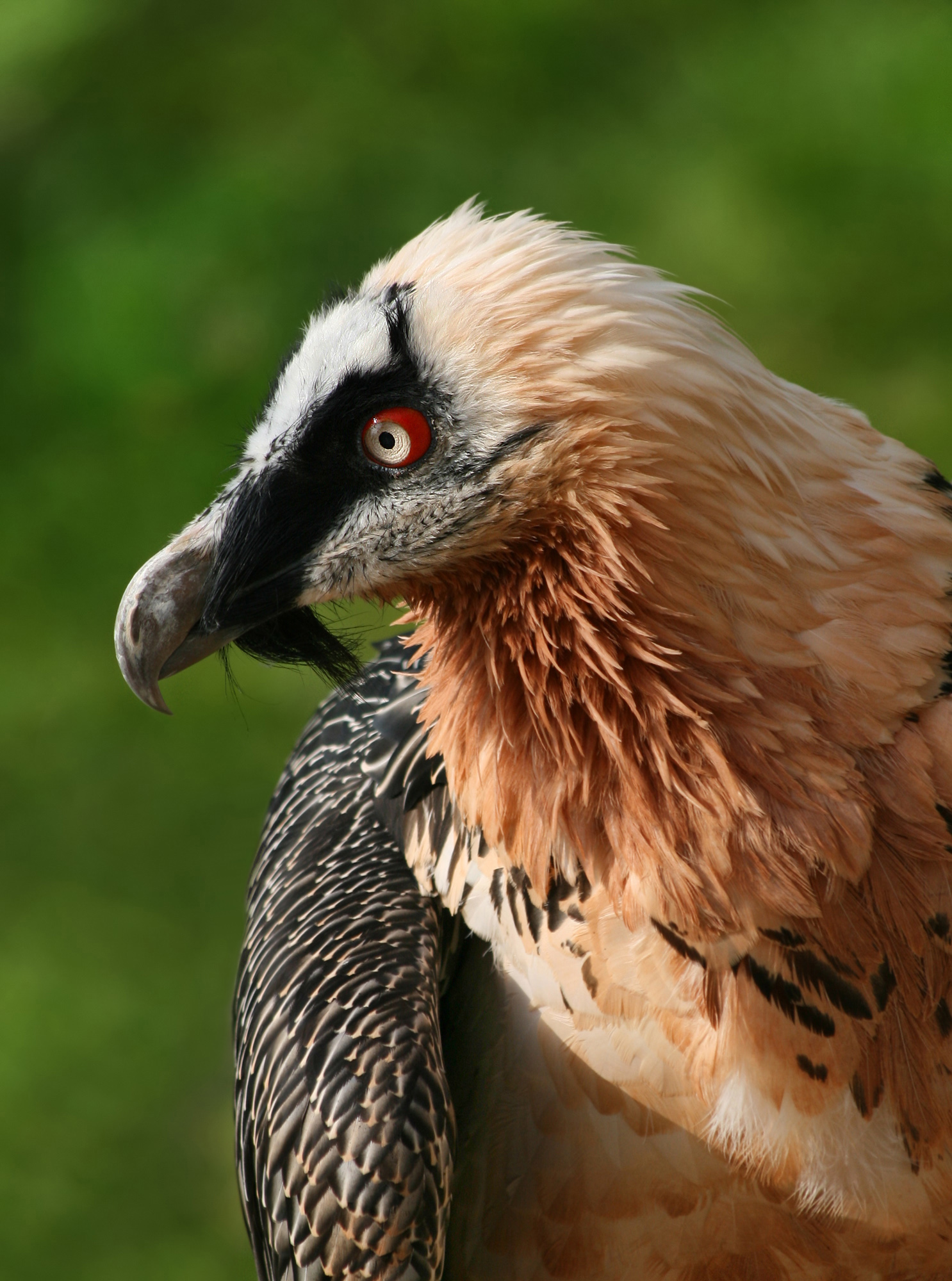
Quebrantahuesos
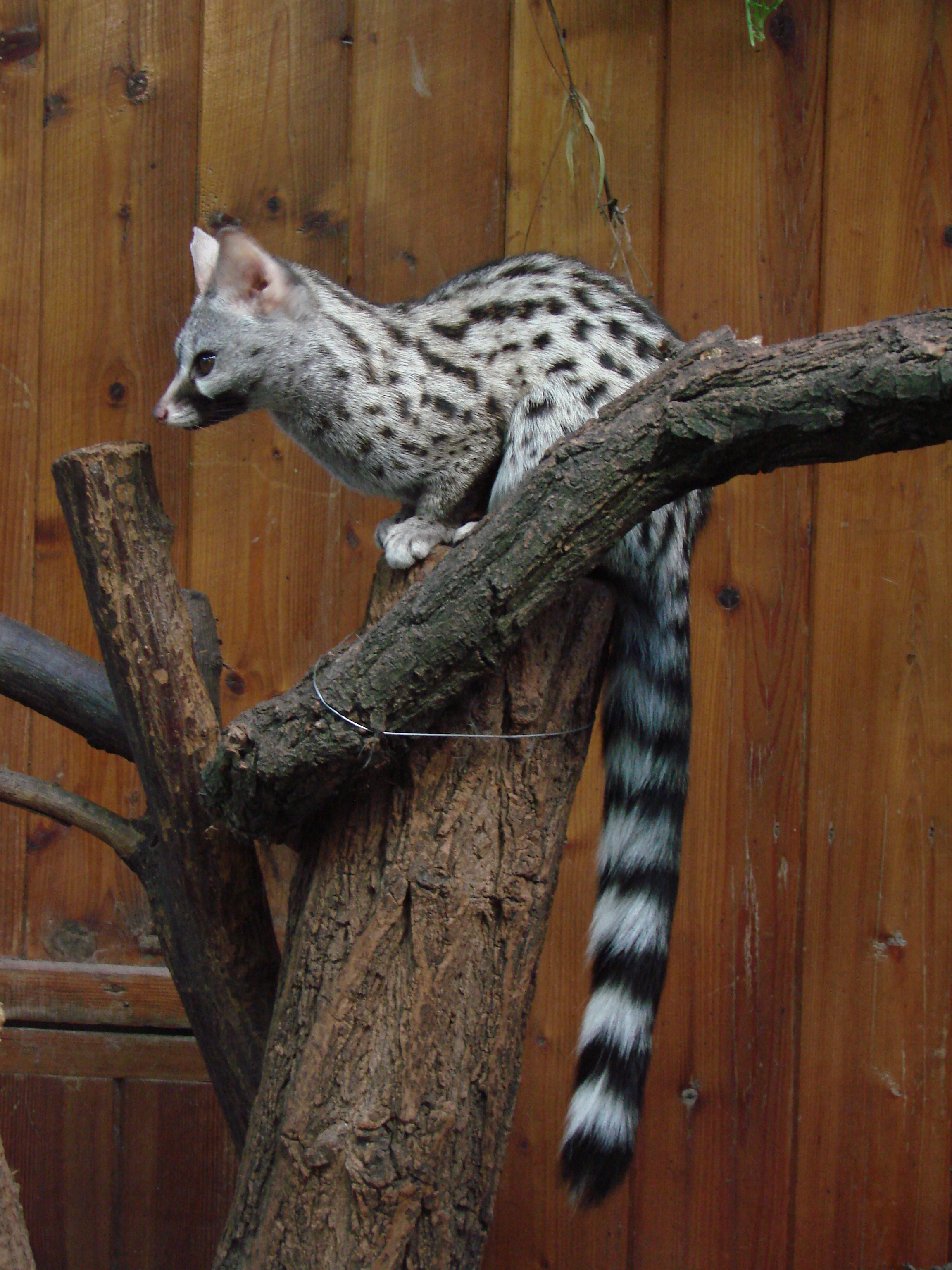
Gineta

La nutria se encuentra en algunos puntos de los ríos, como el trintón pirenaico, la rana roja y el sapo. Las truchas, en diversas variedades, la carpa, el lucio, la lamprea, etc., son algunas de las especies de peces que viven en sus cursos de agua.
El hábitat de las aves como la garza, el ánade real, el chorlitejo chico, el Martín pescador común y el mirlo de agua se encuentra en el bosque de ribera como el de Basses de Gallissà en Bellver de Cerdaña.

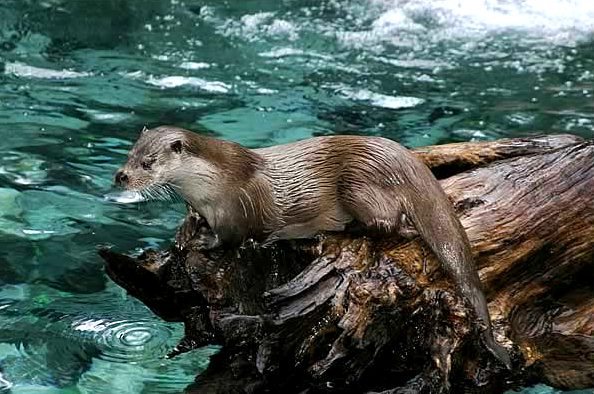
Nutria
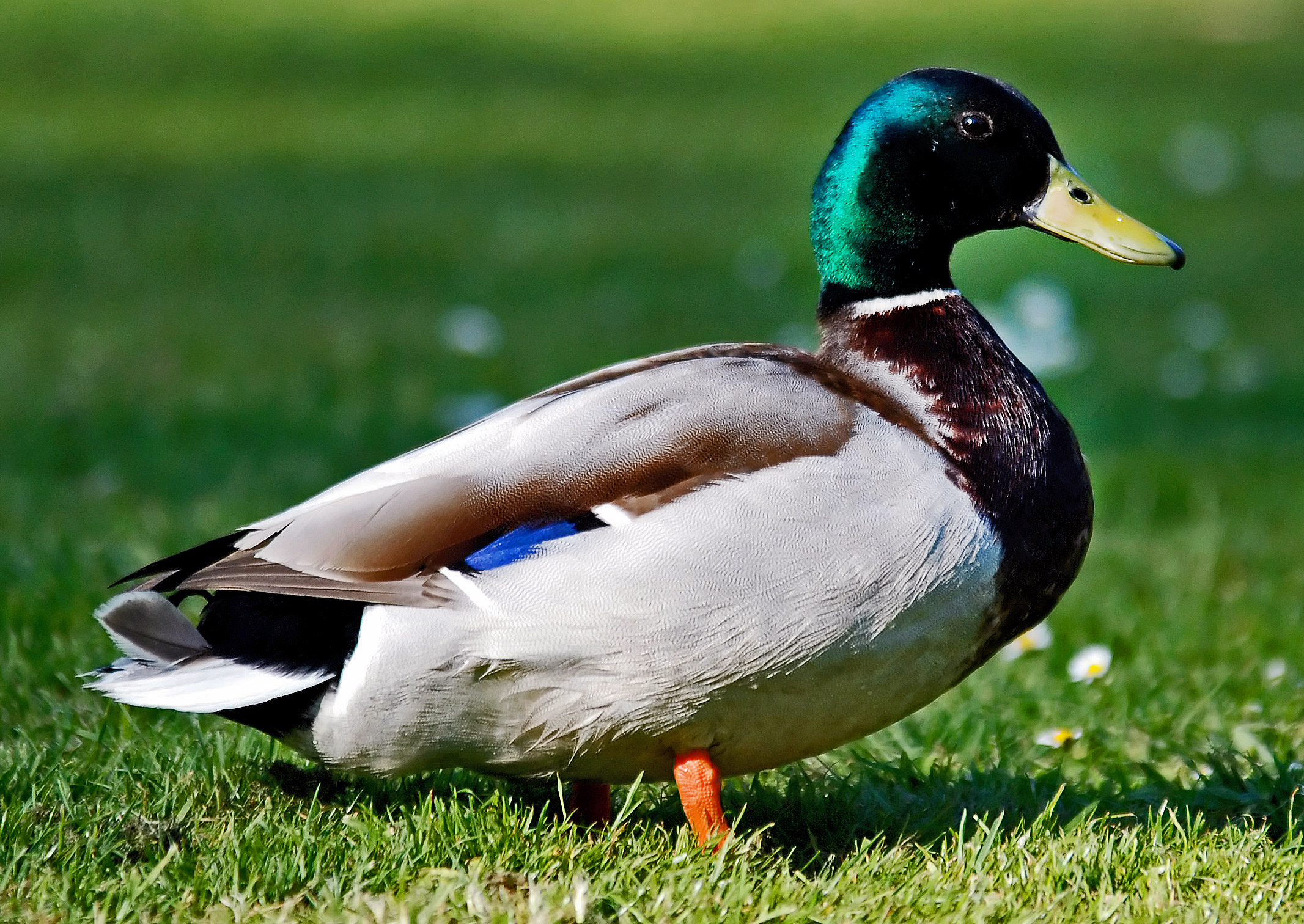
Ánade real
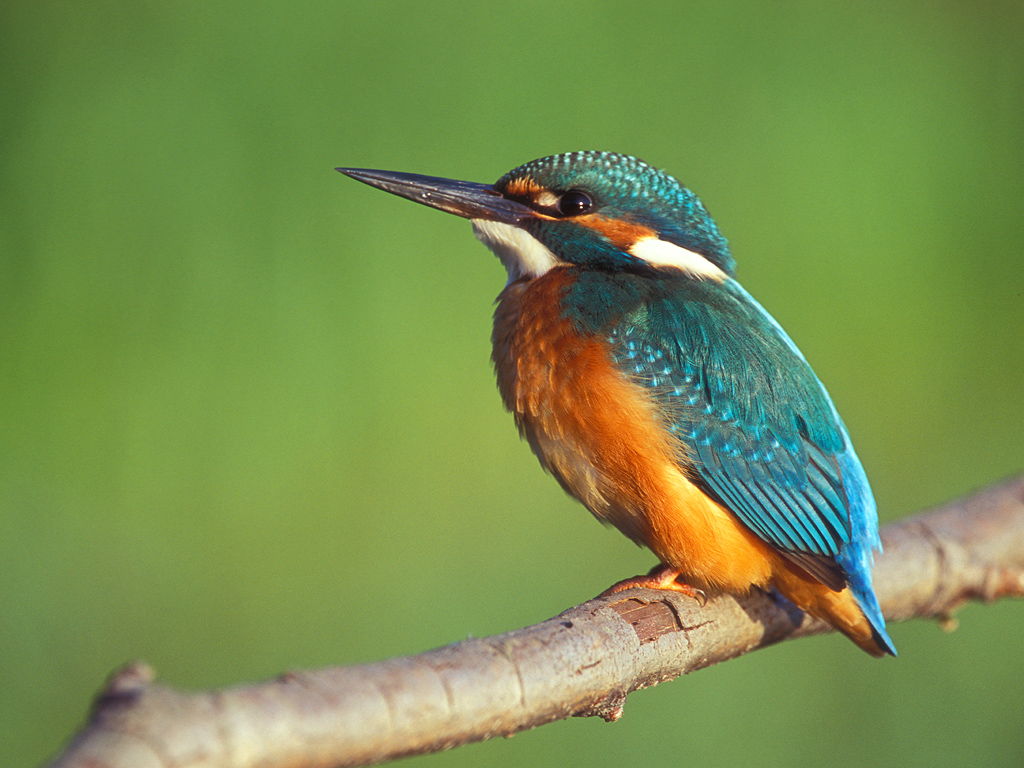
Martín pescador
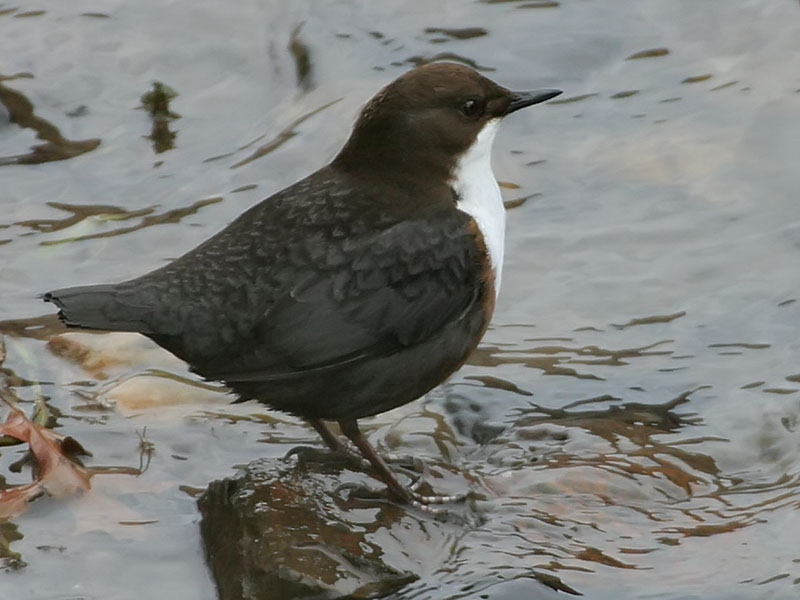
Mirlo de agua

## Historia

### Primeros asentamientos
Las primeras muestras de ritual funerario datan aproximadamente de entre siglo XXI a. C. - siglo XIX a. C.: enterramientos colectivos en cuevas y dólmenes. El dolmen de Coll de Fans se encuentra en la solana de Bellver donde las excavaciones no dieron resultados de materiales como en el dolmen de Orèn y en la cueva de Anes, en el término de Prullans donde se encontraron restos de entre siete y diez individuos, puntas de flecha de sílex, un hacha de piedra y unos collares de la edad de bronce.
Durante el siglo XV a. C. aumentó el número de poblados al aire libre y continuaron otros ya existentes en la llanura del término de Das. Las cuevas se emplearon para enterrar y como lugar de almacenamiento o hábitat temporal. En las cuevas de Olopte, cerca de Isóbol, en la montaña de Montcurto, hay indicios de ocupación humana durante el fin del Paleolítico inferior o el Paleolítico medio.
Hacia el año siglo XI a. C. llegaron los iberos, que edificaron poblados de nueva planta según un urbanismo preconcebido, por ejemplo en Bolvir, y dieron a conocer la escritura y el torno de alfarero.

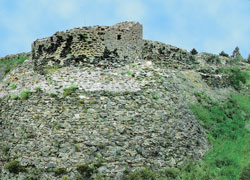
El castillo de Llivia en ruinas.

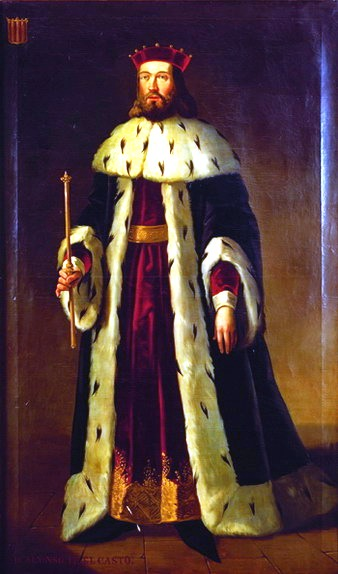
Alfonso el Casto fundador en el año 1177 de la villa de Puigcerdá, capital de la comarca de la Baja Cerdaña.

### Presencia romana
En el siglo I a. C., Iulia Lybica, la actual Llivia, fue un centro romano muy importante empleado para actividades militares y capital del territorio. La ocupación romana trajo una gran prosperidad a la zona con la construcción de vías de comunicación, como la Strata Ceretana, datada en el año 250 a. C. y la reorganización del mundo rural. Hubo numerosos asentamientos rurales, necrópolis y otros elementos romanos en Talló, Prats y Sampsor, Vilallobent, Alp, Bolvir y Urtg. Documentos escritos en los siglos VII y VIII recuerdan la existencia del castillo de Llivia, que fue reconstruido en el siglo XI, y al acabar la guerra civil catalana contra Juan II, el rey francés, Luis XI, hizo destruir la fortaleza en 1479.

### Reinos cristianos
A finales del siglo VIII, las tropas de Carlomagno liberan de la ocupación árabe gran parte de Cataluña, incluida la Cerdaña. Los monarcas que le sucedieron crearon la Marca Hispánica en los territorios de la Cataluña Vieja desde el Rosellón a Barcelona, dividiéndola en condados. Esta época duró en la Cerdaña un poco más de tres siglos.
El año 815 el conde Frèdol hizo donación al monasterio de San Saturnino de Tabérnolas del primer monasterio construido en la Baja Cerdaña dedicado a Sant Esteve y Sant Hilari d'Umfred. El rey Luis el Piadoso cedió los condados de Cerdaña, Urgel y Conflent a Sunifredo I el año 834. En la época de este conde se consagró la catedral de Santa María de Urgel, en cuyo documento, un poco posterior, se citan sesenta y seis iglesias de la Cerdaña, así como los pagus o divisiones administrativas territoriales:
- pagus liviensis
- pagus ollorbiensis
- pagus tolonensis
- pagus baritensis

A la muerte de Wifredo el Velloso (897) el condado pasó a ser hereditario. Hasta entonces, su señor había sido nombrado directamente por los reyes carolingios.
En 1177, Alfonso el Casto fundó la villa de Puigcerdá y le confirió la capitalidad ceretana hasta entonces situada en la población de Ix. En 1181, el rey redactó una carta con una serie de privilegios para todos aquellos que contribuyesen a su repoblación y estableció la feria de Puigcerdá, que sería a partir de aquel momento un importante elemento centralizador de la economía de esta zona del Pirineo.
Nuño Sánchez fundó Bellver de Cerdaña en 1225, copiando la carta de franquicias de la de Puigcerdá. A la muerte del rey Jaime I (1276) la Cerdaña pasó al reino de Mallorca, desde 1276 hasta el 1344, cuando regresó nuevamente a la Corona de Aragón, bajo el rey Pedro el Ceremonioso.
La invasión de los señores feudales favorables al catarismo tuvo lugar en 1198, bajo las órdenes del conde Raimundo Roger I de Foix y el vizconde de Castelló y causó la destrucción y saqueo de muchas iglesias: Bolvir, Coborriu de Bellver, de Talló, Urús, Baltarga, les Pereres, Meranges, Mosoll, Prats y Sampsor, Pedra, Soriguerola.

### El conflicto fronterizo con Francia
En 1462, Juan II firmó el tratado de Bayona con el rey de Francia Luis XI: a cambio de la ayuda del rey francés en la lucha por Cataluña, el rey de Aragón pagaría a Luis XI 200 000 escudos de oro. Para garantizar esta deuda, donó los condados de la Cerdaña y el Rosellón. En las primeras Cortes catalanas reunidas por Fernando el Católico, se gestionó la recuperación de dichos condados y se alcanzó en el tratado de Barcelona (1493), cuando Carlos VIII de Francia devolvió los condados a cambio de la neutralidad de la corona de Aragón en sus guerras con Italia contra los otomanos. A pesar de todo, el acuerdo quedó roto dos años después, por lo que continuaron los enfrentamientos con Francia y con un bandolerismo generalizado durante los siglos XVI y XVII.
Fueron también notables los duelos entre nyerros y cadells a lo largo del siglo XVI y la primera parte del XVII, que tuvieron entre los bellverencos a los principales protagonistas. De esta marcada presencia cadell en el municipio de Bellver de Cerdaña, queda una masía fortificada cerca de Beders, que tiene el nombre de La Torre de Cadell. Los nyerros eran originarios de Nyer. Se dice que los nyerros defendían los derechos de los señores, mientras que los cadells eran partidarios de los derechos de los campesinos y ciudadanos.

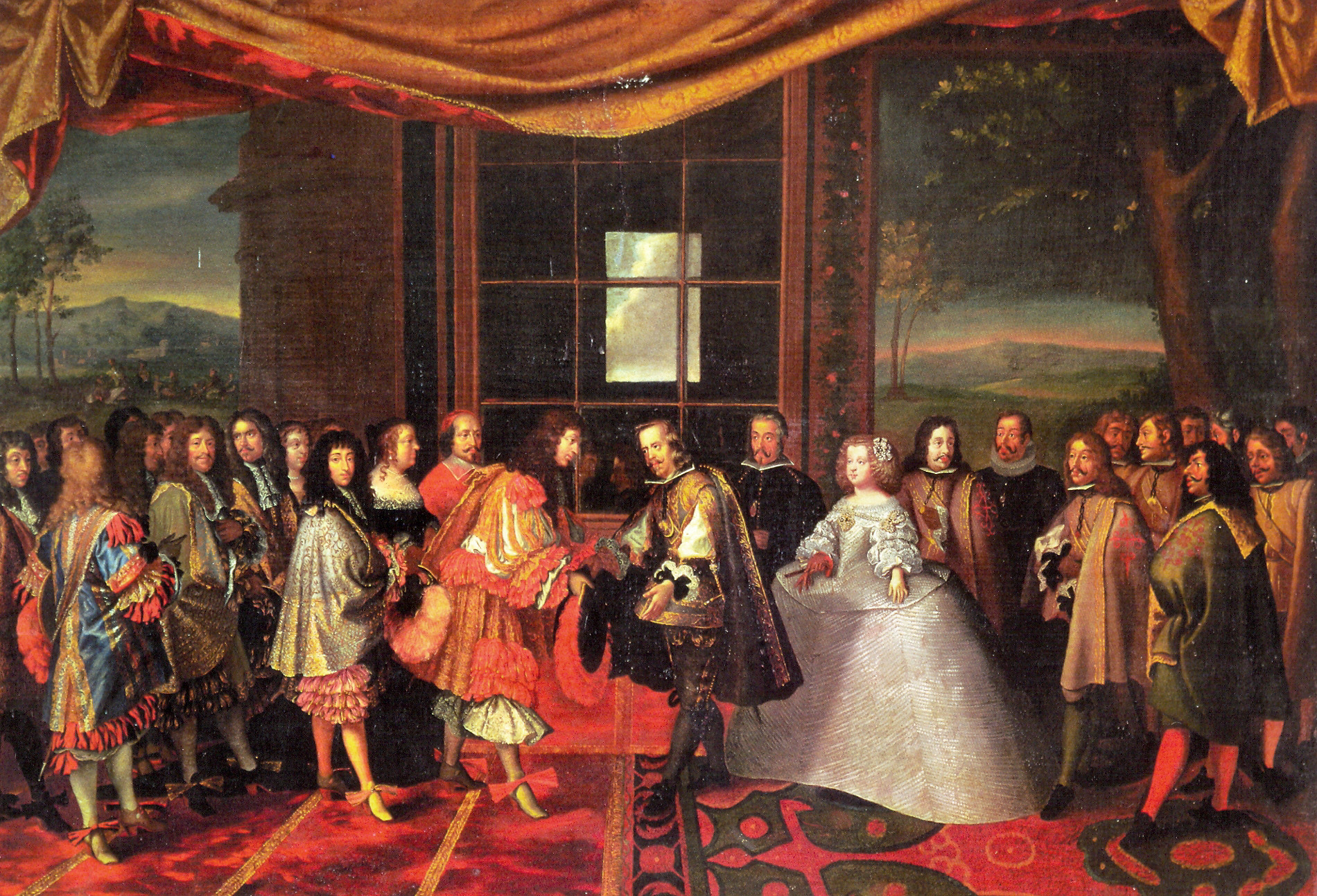
La firma del tratado con Luis XIV de Francia y Felipe IV de España en la Isla de los Faisanes en 1659.

El tratado de los Pirineos (7 de noviembre de 1659), firmado entre Luis XIV de Francia y Felipe IV de España, fijó la frontera entre las dos monarquías en los Pirineos. Desde entonces Cataluña quedó dividida entre el Rosellón (Francia) y Cataluña (España). La Cerdaña quedó así partida en casi dos mitades y la villa de Llivia pasó a ser un enclave español en territorio francés por decisión propia.

El 27 de abril de 1678 llega el duque de Noailles con doce o catorce mil hombres, sitiando la villa de Puigcerdá. El sitio duró hasta el 31 de mayo, en el que se rindió la plaza y entraron los franceses, demoliendo todas las fortificaciones, destruyendo las murallas, los cuarteles, las prisiones y diversas casas. El 31 de enero de 1679 se publicó la paz en Perpiñán y Barcelona. Los cónsules habían continuado siendo los mismos: primero por España, después por Francia y más tarde nuevamente por España.
Dietari de Ortodó

La Cerdaña volvió a ser ocupada militarmente por Francia, casi de forma continua, hasta 1721. Después de unos años de paz, con la Revolución francesa (1793), la Convención Nacional declaró la guerra a Carlos IV de España y las batallas se sucedieron en las comarcas pirenaicas. El 22 de julio de 1795, Francia y España firmaron la Paz de Basilea y retornó la tranquilidad. No obstante, durante la guerra de la Independencia y las dos guerras carlistas volvió a ser zona de conflicto pero no tanto por pretendidas anexiones (dada la corta duración de algunos conflictos) como por estrategias militares.
La invasión napoleónica durante la Guerra de la Independencia Española de 1812 dividió Cataluña en cuatro departamentos:
- departamento de Montserrat
- departamento del Ter
- departamento de las Bocas del Ebro
- departamento del Segre

El general francés Decauen envió tropas para ocupar la Cerdaña que había quedado dentro del departamento del Segre hasta que abandonaron la zona en 1814.
En la Primera Guerra Carlista, las tropas que disputaban el reinado de Isabel II atacaron Llivia en febrero de 1837 y en noviembre del mismo año a Puigcerdá, con el consentimiento de Francia, cuando no su apoyo. El tratado de Bayona, con fecha 11 de junio de 1868, conformó la definitiva delimitación de la frontera hispano-francesa.

### Situación actual

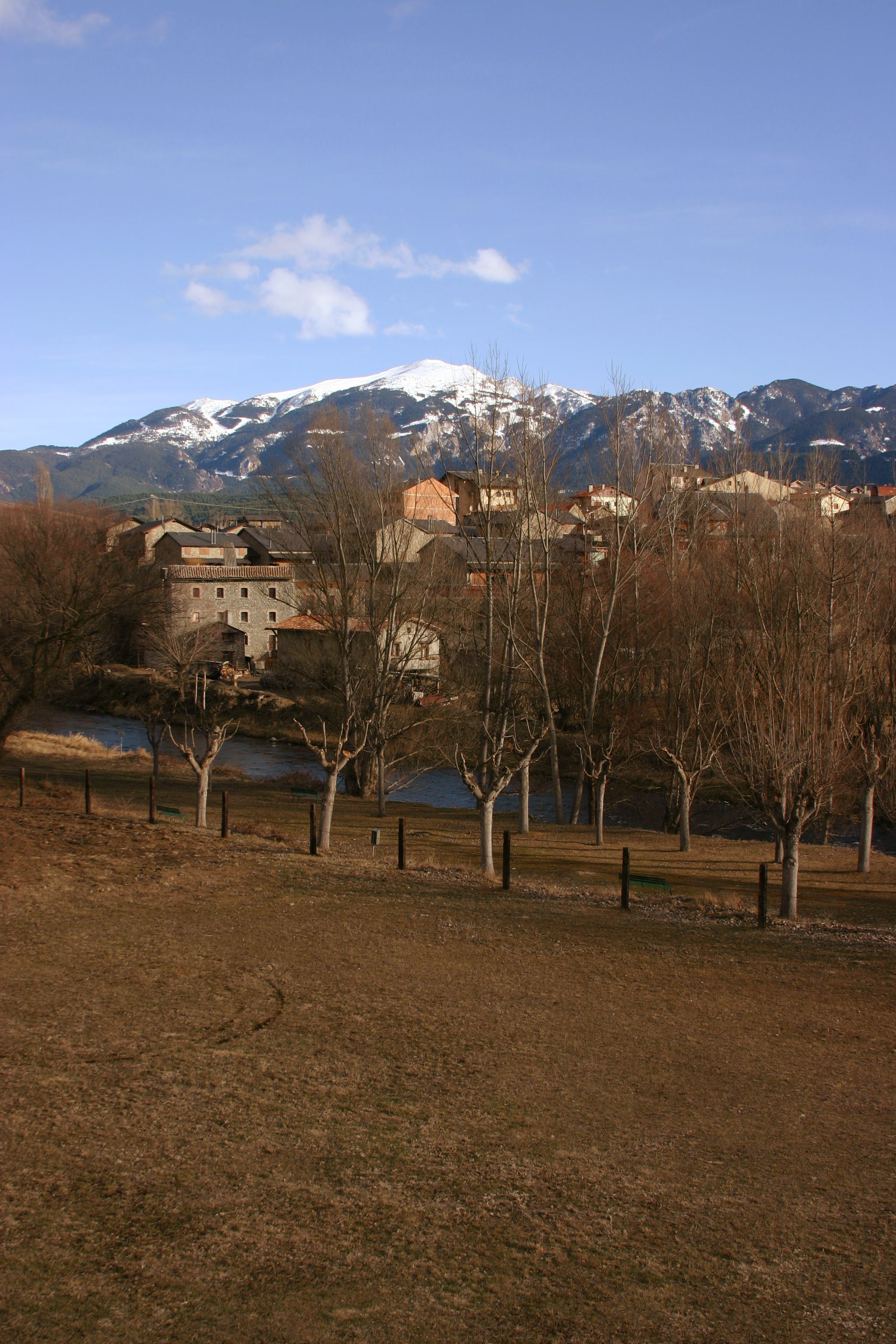
Vista del municipio de Bellver de Cerdaña, en la provincia de Lérida.

La creación de las provincias en 1833, motivó una nueva partición de la Cerdaña entre las provincias Gerona (once municipios) y la de Lérida (seis municipios), que continúa en vigor.
En 1936, la Generalidad de Cataluña reestructuró la zona en comarcas. La guerra Civil (1936–1939) provocó, también en la Baja Cerdaña, una gran destrucción del patrimonio histórico-artístico, con graves daños en las iglesias.
Desde finales del siglo XIX la zona se convirtió en un lugar para pasar el verano entre diversas familias burguesas catalanas que habían costeado la recuperación y arreglo de la vía de acceso por la Collada de Tossa; personajes como el dramaturgo y periodista Rossend Arús (cuya casa es el actual ayuntamiento de Das), la Familia Güell, los Tarruella, el doctor Andreu, varios artistas entre los que cabe mencionar a Ramón Casas o Santiago Rusiñol, escritores como Joan Maragall, Narcís Oller (que dedicó su novela Pilar Prim a la comarca), Frédéric Mistral o incluso Gustavo Adolfo Bécquer que veraneó en la zona, inspirándose en el entorno de Bellver para escribir su novela La Cruz del Diablo; tras la Guerra Civil de nuevo varias familias barcelonesas adineradas recuperaron la costumbre de veranear en la Baja Cerdaña, construyéndose grandes torres en las inmediaciones de la capital (los Godó, Valls i Taverner, Sagnier, etc.).
Con la abertura del túnel del Cadí en el año 1984, la comarca experimentó notables cambios en la calidad de vida y en la transformación paisajística. Dado que ofrece una mejor comunicación terrestre, dos de cada tres casas son segundas residencias y ya no solo exclusivamente de gente adinerada, artistas o intelectuales, sino preferentemente gente de clase media del área de Barcelona, que han convertido la comarca en un preferente turístico con el consiguiente aumento de la renta per cápita.

## Gobierno y administración
En 1987 se creó el Consejo Comarcal de Montaña. Los Consejos Comarcales son fundamentalmente administraciones de gestión de servicios municipales y mancomunales que ya forman parte de la realidad institucional, cultural y social de Cataluña.

## Economía

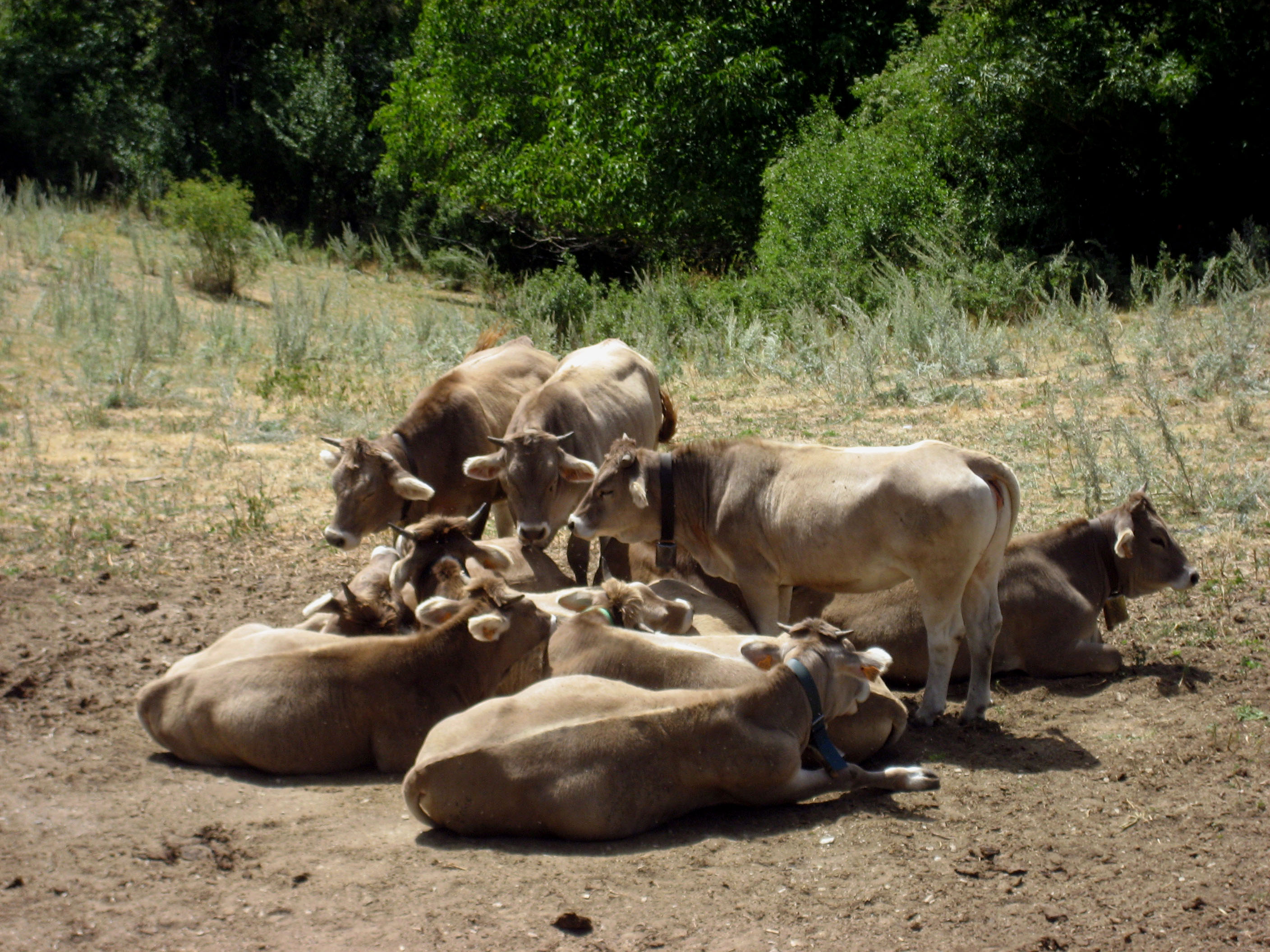
Vacas brunas del Pirineo, la raza que ha substituido a la vaca ceretana.

La agricultura es de secano, con el trigo y el centeno como cultivos más extendidos, junto con la cebada y el maíz en menor medida. De tubérculos, hortalizas y frutales destacan los cultivos de patatas, los nabos de Talltendre, los árboles frutales de manzanas y peras y los forrajes para alimento de los animales. En la Edad Media estaba muy extendido el cultivo de la viña. Existen datos de su explotación en 890 en Baltarga, en el año 1103 en Alp, en 1198 en Montellà, en 1318 en Olopte y en 1406 en Talló. El único pueblo donde aún se cultivaba la viña en 1926 era Músser. En el siglo XXI ha desaparecido completamente su cultivo.
Muy intensa y de importancia es la ganadería ovina y bovina. La vaca ceretana fue una raza de vacas propia del área, ya extinguida, por la presión de otras razas nuevas más productivas como ejemplares suizos que se empezaron a importar a finales del siglo XIX dando como resultado la bruna del Pirineo. El ordeño automático está generalizado y las encargadas de recoger la leche a los productores son las cooperativas y las grandes empresas lecheras. Como toda zona montañosa rica en pastos existe en la Cerdaña la cría de caballos que desde hace más de un siglo se hace con el cruce de caballos bretones con hispanos: la intención de la Asociación de Criadores de Caballos de la Cerdaña es registrar la raza de caballo cerdano bretón como propia de la Cerdaña.
En la minería destaca la población de Isóbol, de donde es el mármol rosa que durante siglos se ha utilizado en la Cerdaña, cantado en el poema Canigó de Jacinto Verdaguer.
Las industrias de los sectores lecheros, junto con la silvicultura y el sector de la construcción, es la base de la economía de la Cerdaña. Tiene una gran importancia el desarrollo del turismo por los deportes de invierno y del montañismo.

## Arte y patrimonio cultural

### Arte prehistórico
Las conocidas pinturas rupestres de la Cerdaña fueron descubiertas en 1983 en el Valle de Ingla, en el término de Bellver de Cerdaña. Son de las llamadas arte esquemático (alrededor de 3500 a. C.) de carácter gestual con formas de puntos, barras y máculas. Han sido declaradas —como todo el arte rupestre del arco mediterráneo de la península ibérica— Patrimonio Mundial por la Unesco desde el año 1998.
El dolmen de Paborde es una construcción megalítica (2000 a. C.–1800 a. C.) localizada cerca de La Molina en el Valle de les Pletasses.
La presencia romana se aprecia sobre todo en Llivia, donde se han encontrado numerosos restos de origen romano: mosaicos, cerámicas, denarios, restos de edificaciones, muros, etc.

### Arte románico

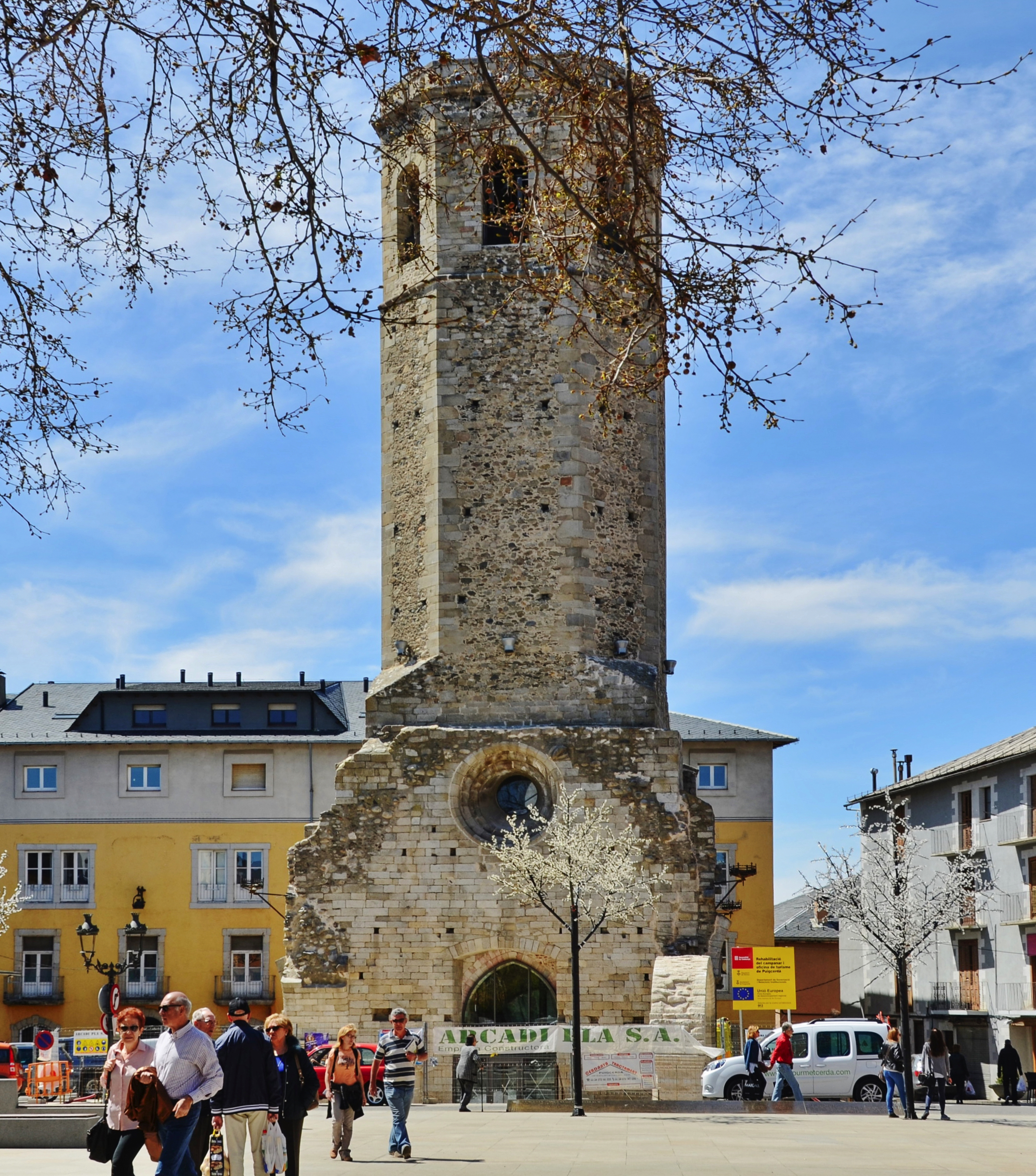
Torre del campanario de la iglesia de Puigcerdá del. Establecida sobre los restos de una parroquia destruida en el año 1936.

El arte por excelencia de la Cerdaña se realizó en la época románica y principalmente en la arquitectura religiosa. En el acta de dedicación de finales del siglo IX de la catedral de Santa María de Urgel, aparecen citadas todas las parroquias e iglesias de la Cerdaña, siendo la más importante el monasterio de Santa María de Talló, ya que aparece en primer lugar. El primer monasterio del que se tiene noticias es el dedicado a Sant Esteve y Sant Hilari d'Umfred en el valle de La Molina, mandado construir por el conde Frèdol en el año 815.
En los siglos X–XI, empezaron a edificarse iglesias de características simples y dimensiones reducidas. Este estilo fue nombrado por Puig i Cadafalch como primer románico, con iglesias de una sola nave y orientadas de levante a poniente, con un ábside semicircular. Este estilo arquitectónico fue introducido por corrientes artísticas procedentes de Francia e Italia, con decoración de tipo lombardo, de arcos ciegos y lesenas. La imaginería de talla en madera y la pintura sobre tabla para frontales de altar son de gran interés.
La arquitectura militar y las torres de defensa del valle tuvieron gran importancia estratégica para la defensa de la Cerdaña, aunque quedan pocas ruinas de todo el complejo. El castillo de Llivia y Sant Martí dels Castells son los más representativos.

### Arte gótico
El establecimiento en Puigcerdá de las órdenes mendicantes dominicana y franciscana entre los siglos XIII y principios del XIV, permitió el impulso al arte gótico, como la iglesia de Sant Domènec en Puigcerdá y la iglesia de Sant Jaume de Bellver de Cerdanya, con la creación de las capillas laterales entre contrafuertes destinadas a cofradías o a capillas funerarias en diversas iglesias y un frontal de altar gótico que actualmente se encuentra en el Museo Episcopal de Vich. El arca funeraria de fray Bernat de Travesseres se guarda en el Museo Diocesano de Urgel. Hay un magnífico retablo gótico en la iglesia de Santa Cecilia de Bolvir.
En el Museo Nacional de Arte de Cataluña se guardan dos compartimentos de un retablo de la iglesia de Santa María de Puigcerdá, que representan a san Jerónimo y la Anunciación de finales del siglo XV, ya de un gótico internacional, del maestro de Canapost, nacido en Tours. En la iglesia de San Pedro de Alp hay una pintura mural gótica representando a san Cristóbal. También es gótico el barrio antiguo de Bellver de Cerdaña con la plaza mayor porticada. El Cristo de Llivia, datado a mediados del siglo XIV, es gótico a pesar de que refleja una inspiración románica. Se encuentra en la sacristía de la iglesia de Nuestra Señora de los Ángeles de Llivia. La portada de esta iglesia es una de las pocas muestras renacentistas de la Baja Cerdaña.
Muchos de los campanarios de las antiguas iglesias románicas de la Cerdaña fueron sustituidos o reconstruidos por campanarios de torre a finales del siglo XIV y principios del siglo XV.

### Arte barroco

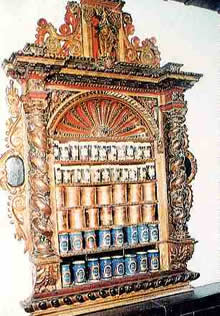
Detalle del armario de la farmacia de Llivia, enclave español en Francia.

Los retablos barrocos proliferaron bastante en toda la zona, en general para cubrir el espacio del altar mayor sobre el ábside. Se abrieron capillas laterales en las que también se colocaron altares. La gran mayoría de artistas eran catalanes y trabajaron en ambos lados de la frontera: Jaume Pujol, de Barcelona, hizo el retablo dedicado a san Román en 1713 para la iglesia de Caldégas; Josep Sunyer, de Manresa, realizó numerosos retablos en 1707 para el oratorio y el camarín de Nuestra Señora de Font Romeu, reformó el de la iglesia de Ur (Pirineos Orientales), añadiéndole las imágenes de san Martín, san Isidro y san Francisco Javier, realizó los armarios para la farmacia Esteve de Llivia, ahora guardados en el Museo de Llivia y también es obra suya un pequeño retablo de la virgen del Rosario en la iglesia de Sant Pere de Osseja. La pintura mural barroca se encuentra representada en la iglesia de Talltorta de Santa Cecilia de Bolvir de un género bastante popular.

### Arte rococó
De estilo rococó se encuentra un pequeño retablo en la capilla del cementerio de Montellà realizado el año 1750 y dorado en 1790, que ha perdido alguna de sus esculturas.

### Arte modernista
De los siglos XIX y XX son la Farinera de Bellver, la torre del Riu de Alp. La torre del Remei de Bolvir y casas de veraneo de Puigcerdá y ya de estilo noucentista del año 1924 es la torre Sant Josep de Bellver de Cerdanya.

### Dietario de Ortodó
El notario de Puigcerdá, Joan Onofre d'Ortodó, en el año 1583, escribió un dietario de la crónica ceretana, que fue continuado por los secretarios del consulado hasta la visita de la infanta Isabel de Borbón y Borbón a la Cerdaña en 1913. Es un volumen manuscrito, en folio de pergamino, que relata los hechos históricos de interés, las costumbres del ceremonial de los cónsules y mustassafs —que eran unos personajes que controlaban los pesos y las ceremonias religiosas—, juntamente con los días festivos en diferentes parroquias. Se lo conoce como el Dietario de Ortodó.

## Lugares de interés
- Parque natural del Cadí-Moixeró. Aproximadamente una cuarta parte del parque se encuentra en la Baja Cerdaña.
- La Tossa Plana de Lles-Puig Pedrós.
- Los Tossals de Isóbol y Olopte.
- Camino de los buenos hombres. Son las rutas migratorias que utilizaron los cátaros entre los siglos XII y XIV cuando huían primero de los cruzados y después de la inquisición.[30]
- Ruta de los Segadores es un camino antiguo de la Cerdaña, que atraviesa el Cadí por el paso de los Gosolans. Ha sido usado desde antiguo por los segadores de Gósol que venían a la Cerdaña a emplearse en su oficio y por bandoleros o contrabandistas.

### Museos
- Museo Cerdà de Puigcerdá.[31]
- Museo de Llivia.[32]
- Museo Casa del Riu de Martinet.
- Museo del Bosc de Bellver de Cerdanya.[33]
- Museo de l'Esclop de Maranges.

### Lagos
- Bellver de Cerdaña: Calm Colomer.
- Maranges: Malniu, Minyons, Llarg, Sec.
- Ger: Mal.
- Lles: Orri, Montmalús, Setut, de la Muga, de la Pera, Vallcivera.

## Comunicaciones
La strata Ceretana construida en tiempos de los romanos hacia el 250 a. C., fue nombrada Vía Francisca Superior, en la Edad Media fue ruta secundaria del peregrinaje a Santiago, desde el siglo XIII hasta el XIX se llamó camino real y ha quedado simplemente como carretera vieja, cruza el valle siguiendo una línea casi en paralelo con el río Segre.
La capital de la comarca, Puigcerdá, es un centro de comunicaciones histórico entre las dos vertientes pirenaicas.
- En el año 1914 queda construida la carretera N-152, que unía Barcelona y Puigcerdá por Ribas de Freser, y en el año siguiente, la de la Seo de Urgel a Puigcerdá. Son dos de los principales ejes comarcales de comunicación.
- En octubre del año 1922 el tren de Barcelona llega a Puigcerdá y en el año 1929 se inaugura la línea férrea entre Puigcerdá y Ax-les-Thermes.
- En el año 1934, se pone en funcionamiento el aeródromo de la Cerdaña en Das.
- El 20 de octubre de 1984 se abre al tránsito el túnel del Cadí, que comunica las comarcas del Bergadá y de la Cerdaña.

Las vías de comunicación actuales son:
- Por la N-260 de Puigcerdá a la Seo de Urgel, cruzando toda la comarca.
- Por el Eje del Llobregat C-16, cruzando el túnel del Cadí (desde Barcelona).
- Por la C-17 y la N-152 que cruza la Collada de Tosses (desde Barcelona).
- Por la C-66 y la C-26 desde Gerona que conectan en Ripoll con la N-152.
- Por el túnel de Porté-Puymorens abierto el año 1994 que une la Cerdaña con Ariège.

Estación de tren a Puigcerdá, Alp y La Molina.
Hay servicios regulares de autobuses desde Barcelona, Gerona, Seo de Urgel y Andorra.

## Deportes

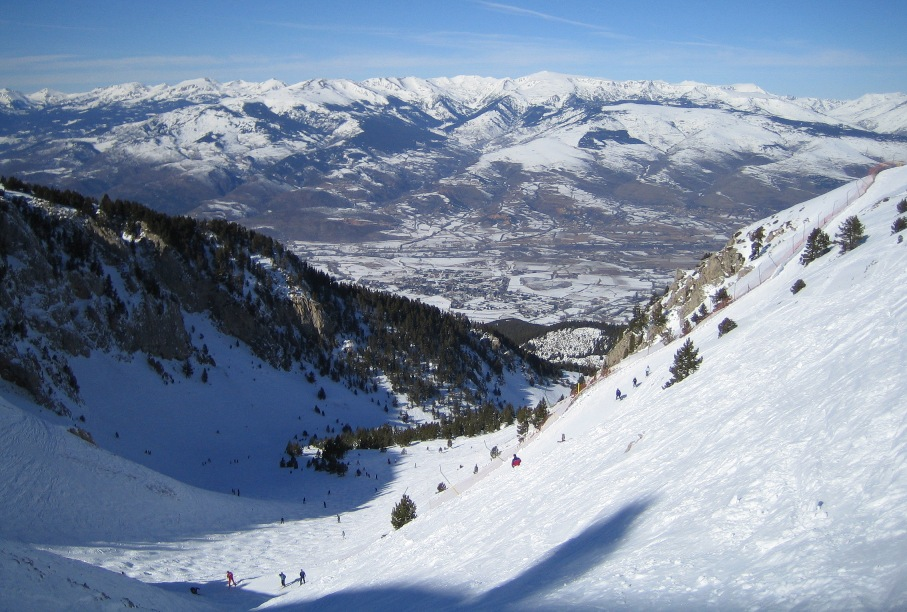
Coma Oriola, situada en la parte occidental de La Masella, con la plana ceretana al fondo.

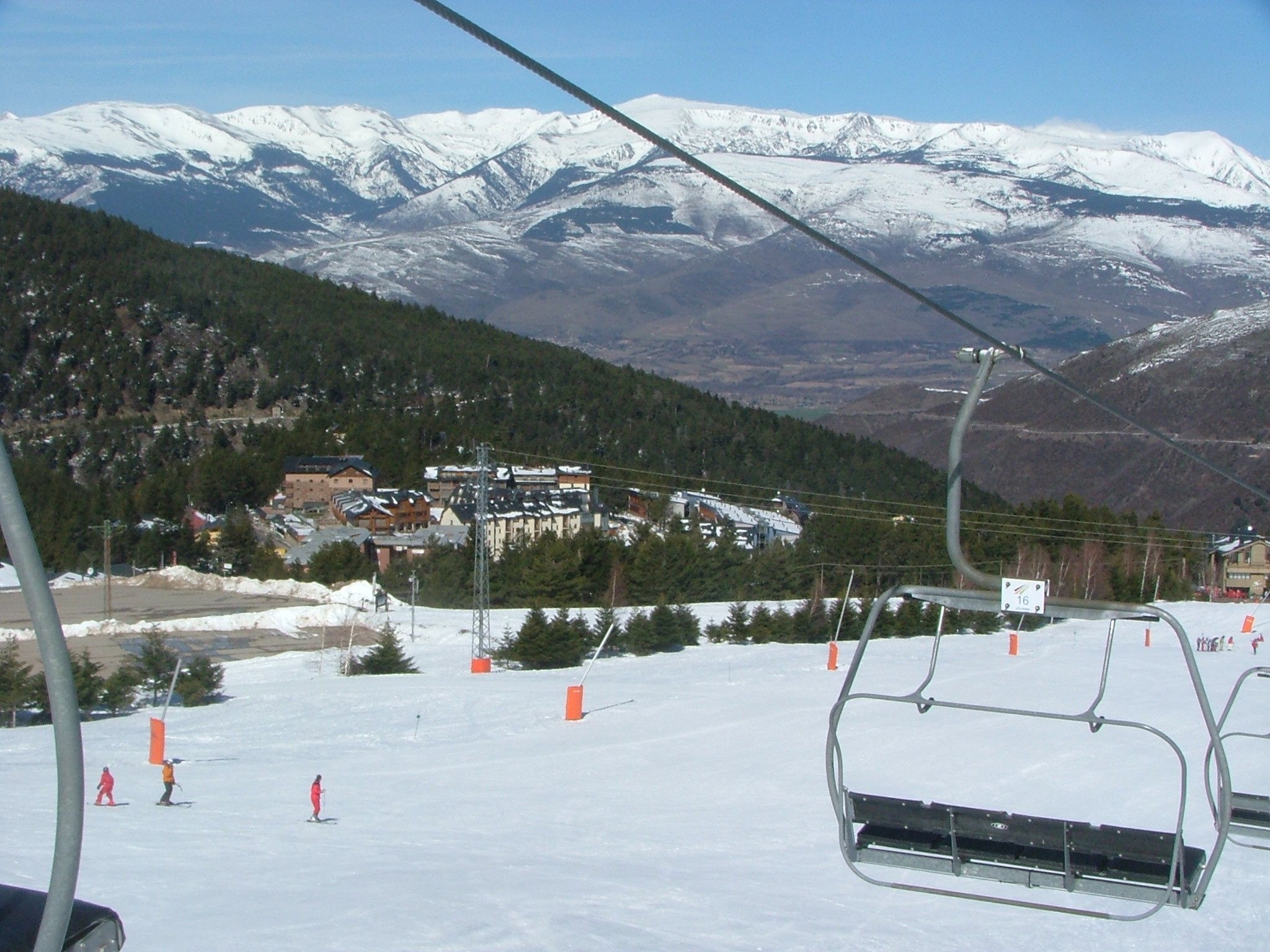
Estación de esquí de La Molina.

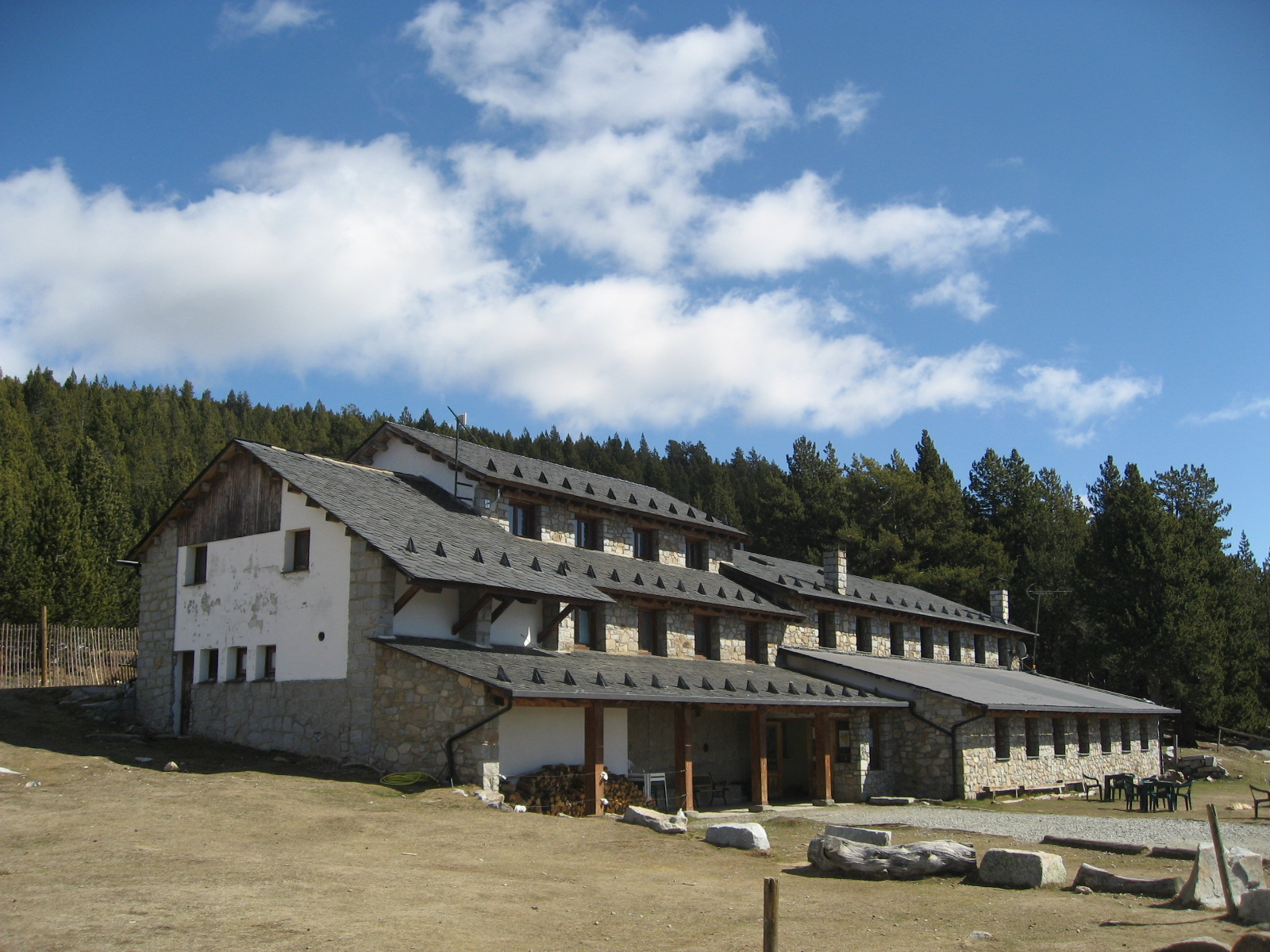
Refugio de Cap de Rec en Lles.

La práctica de los deportes de nieve se inició en La Molina el año 1910.
El segundo refugio de montaña en Cataluña en el Pirineo catalán fue el xalet en el Sitjar de La Molina edificado en el año 1925, y que permitió promocionar la práctica del esquí.
- Estaciones de esquí:
  - Aranser: estación de esquí de Aransá.
  - Alp: estación de esquí de Masella.
  - Alp: estación de esquí de La Molina.
  - Lles: estación de esquí de Lles, con el Refugio del Pradell y Regufio de Cap de Rec.
  - Guils de Cerdanya, estación de esquí Guils-Fontanera.
- Campos de golf:
- Bolvir: Real Club de Golf.
- Puigcerdá: Golf Sant Marc.
- Soriguerola: Golf Fontanals.

En el año 1956, Puigcerdá inició la práctica en España del hockey sobre hielo en un núcleo urbano, con la fundación del Club Gel Puigcerdá.
El excursionismo, la escalada, el alpinismo, el ciclismo de montaña y el vuelo deportivo tienen grandes posibilidades en toda la Baja Cerdaña.
- Sendero del Pirineo o GR-11 homologado el año 1985, es un sendero de Gran Recorrido que transcurre por los Pirineos por la vertiente sur, desde el mar Cantábrico hasta el mar Mediterráneo, comienza en el Cabo Higuer y termina en el Cabo de Creus. El sendero entra en la Cerdaña en dirección este por el puerto de Vallcivera, se cruza con el camino de los buenos hombres o GR-107 en la Cabana dels Esparvers (Lles) y pasa cerca de los refugios Joaquim Folch i Girona, de Malniu, de la Feixa i de Cabanella, llegando a Guils de Cerdanya, pasa por Saneja y atraviesa Puigcerdá por el sur de donde sale para dirigirse a Age y continúa en dirección sur pasando cerca de Vilallobent donde entra al Ripollés.
- El camino de los buenos hombres o GR-107 es un itinerario de 189 kilómetros entre el santuario de Queralt (Bergadá) y el Castillo de Montségur (Ariège-Francia), que se puede hacer a pie, en caballo y en la mayoría de los tramos en bicicleta de montaña, sigue las huellas del catarismo a través de pueblos medievales, iglesias románicas y castillos. Los Buenos hombres o los Buenos cristianos, es como nombra la historiografía a los «perfectos» cátaros.

## Ferias y fiestas
- La feria de Puigcerdá cuyos orígenes se remontan al siglo XII se celebran en noviembre.
- La feria de San Lorenzo se celebra en abril. Productor alimentarios. Bellver de Cerdanya.
- Las ferias ganaderas (caballos y vacas) en Bellver de Cerdanya se celebran en octubre) y las de caballos hispano-bretones en Puigcerdá (noviembre).
- La Feria Deporte en Bellver de Cerdanya para el mes de diciembre.[35]
- Festival de música de Llivia.
- En todas las poblaciones de la Cerdanya se celebra la Fiesta Mayor.[36]

## Gastronomía
De esta zona son los productos con denominación de origen:
- Mantequilla del Alto Urgel y la Cerdaña.
- Queso del Alto Urgel y la Cerdaña.

La gastronomía es la propia de los lugares montañosos, así como el cerdo y sus derivados como la longaniza y diversos embutidos. Las patatas (nombradas trumfes), los nabos de Talltendre de color negro y el gran surtido de setas comestibles.
- Platos cocinados:
  - Sopa de la Cerdanya
  - Trinxat amb rosta (patata y col verde, con aspecto de pequeña tortilla y una tira de panceta frita).
  - Ànec amb naps (pato con nabos).
  - Llapí amb cremalloles (conejo con setas).
  - Truites de riu a la llosa (truchas a la piedra).
  - Confitura de Garraus o Picaculs[37]